# Rocca di Cerere

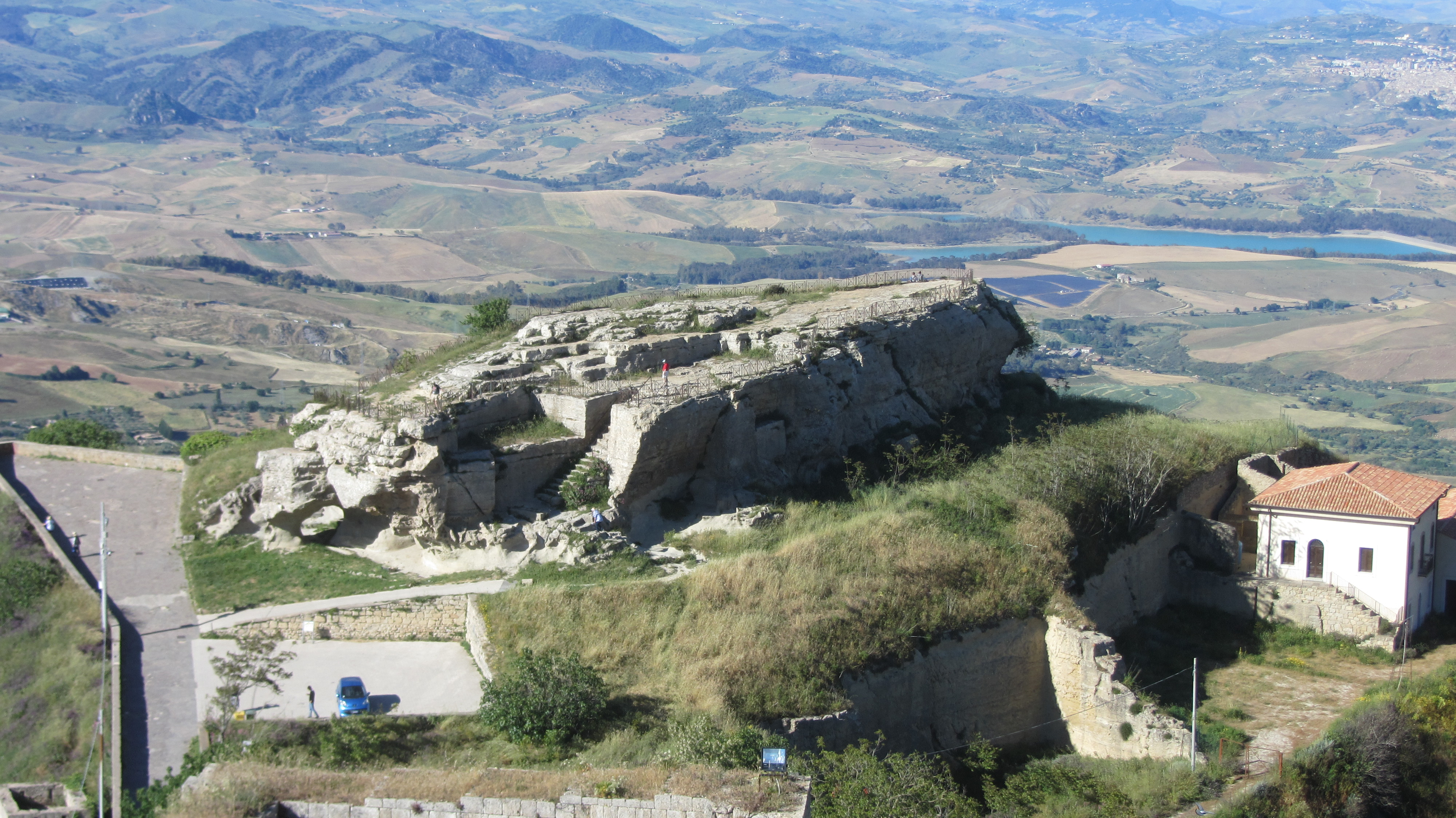
Luftbild der Rocca di Cerere

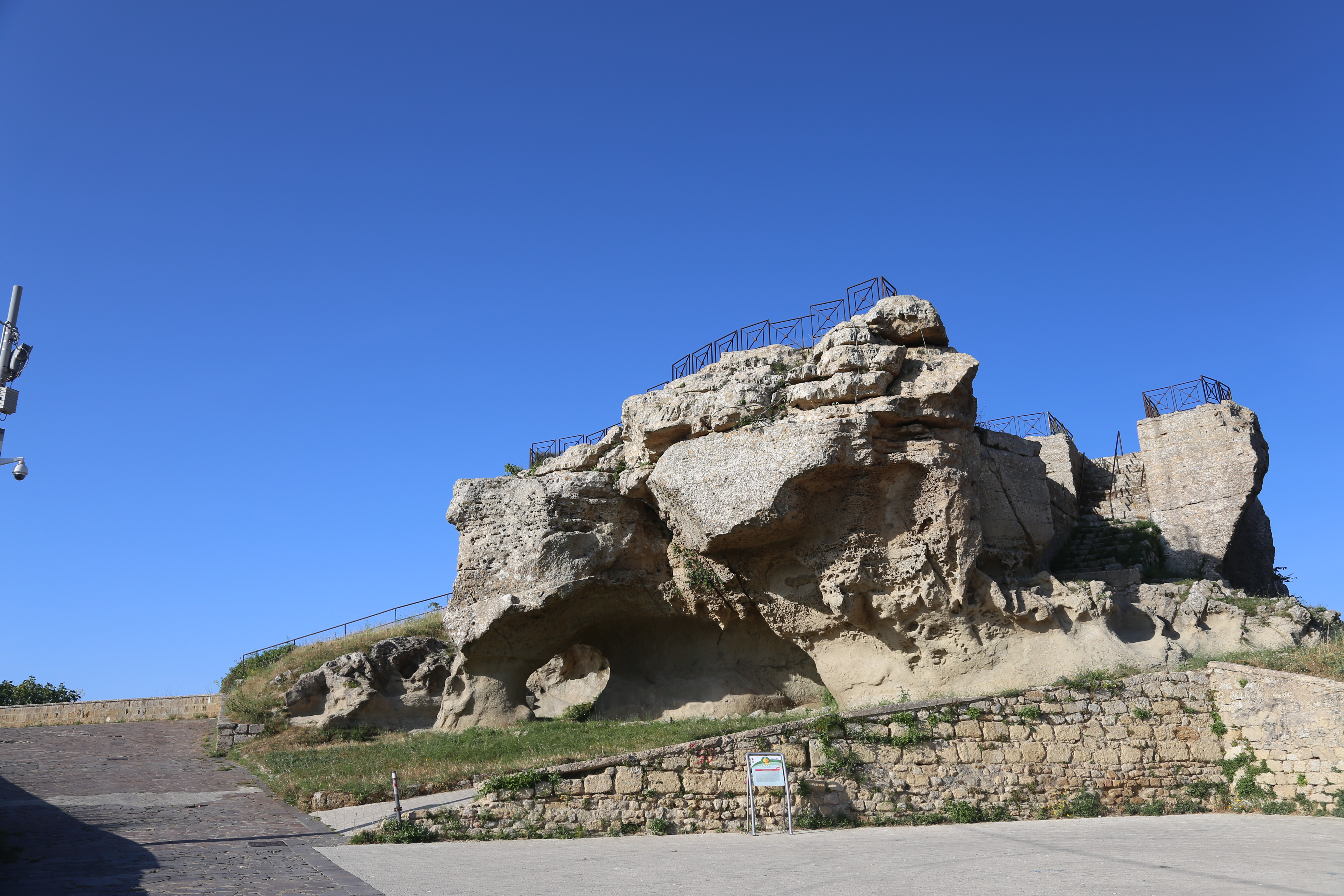
Ansicht von Westen

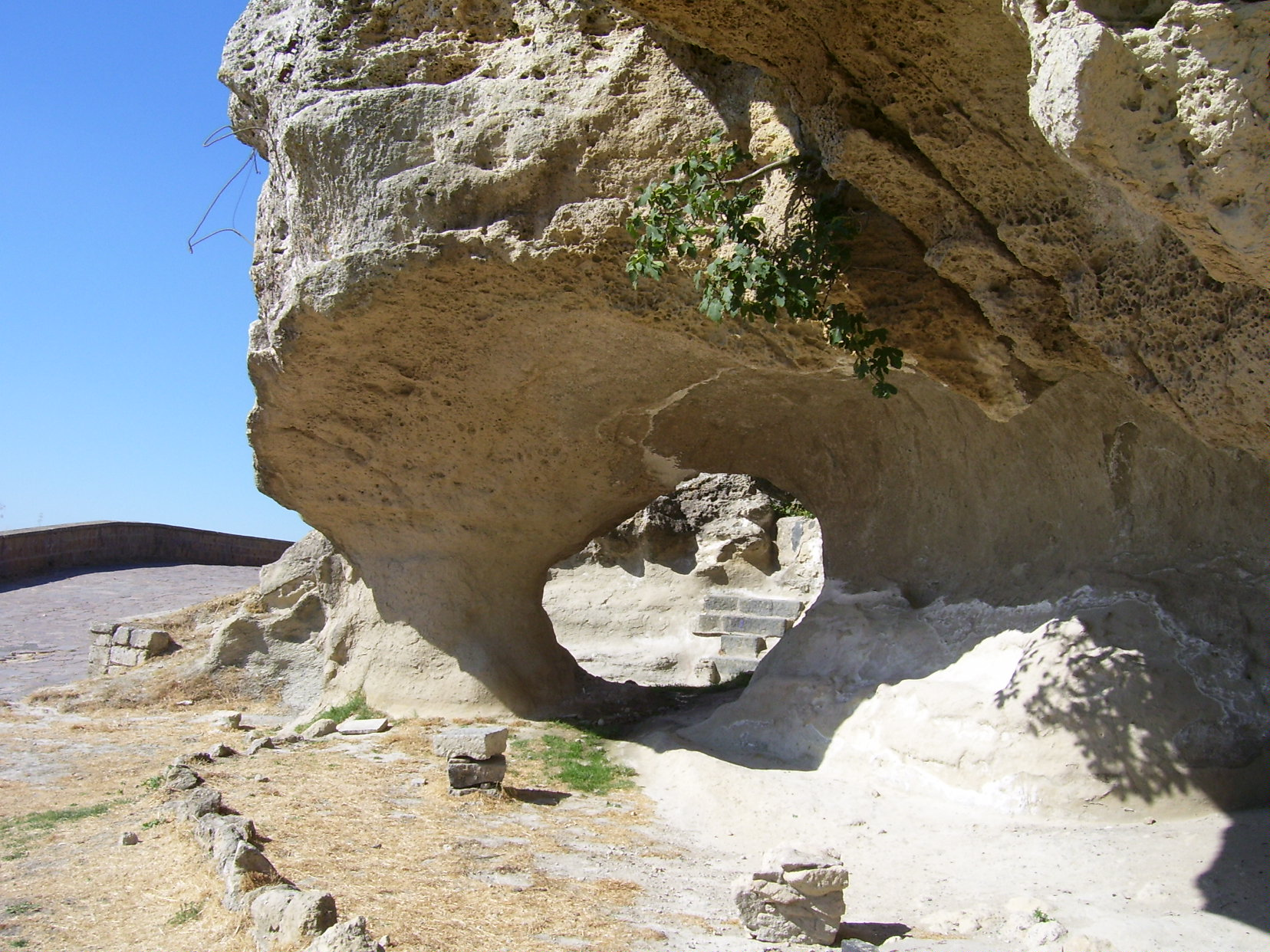
Felsentor

Rocca di Cerere (Ceres-Felsen) ist ein Felsen in der Stadt Enna auf Sizilien. Benannt ist er nach der griechischen Göttin Demeter, die von den Römern Ceres genannt wurde.

## Lage
Der Felsen liegt an der Nordostecke des Tafelbergs, auf dem die Altstadt von Enna errichtet ist, etwa 150 Meter nordöstlich des Castello di Lombardia. Östlich des Museums liegt das Museo de Mito, in dem der Mythos von Demeter und Kore (Ceres und Proserpina) multimedial präsentiert wird.

## Geschichte
In der griechischen Antike befand sich auf diesem Felsen das Heiligtum der Göttin Demeter.  Um 173 v. Chr. sollen römische Soldaten das Bild der Göttin gestohlen haben. Seitdem verfiel das Heiligtum. Bis auf einige Abarbeitungsspuren im Fels ist nichts mehr davon zu erkennen.

## Beschreibung
Der Felsen hat selber die Form eines Tafelbergs im Kleinen mit einer flachen Oberseite und nach drei Seiten steil und auf der Ostseite flacher abfallenden Wänden. Er hat eine längliche Form mit einer maximalen Ausdehnung von etwa 60 Metern in Ost-West-Richtung und etwa 35 Metern in Nord-Süd-Richtung. Am Westende des Felsens liegt ein Felsentor.
Eine in den Fels gehauene Treppe führt auf die umzäunte Oberseite, die als Aussichtsplattform dient. Von hier aus hat man einen guten Ausblick auf das Schloss und die Altstadt von Enna, die ihr auf der anderen Seite des Tals im Norden gegenüberliegende Stadt Calascibetta und das ganze Vorland nach Osten bis zum Ätna.

## Geopark
Nach dem Felsen benannt ist der Geopark Rocca di Cerere, der ein Gebiet von etwa 1280 km² im Freien Gemeindekonsortium Enna umfasst.